# Протеом
Протеом — сукупність всіх білків клітини, тканини, організму або популяції організмів. Протеом досліджує спеціальна наука протеоміка, підрозділ молекулярної біології.

## Термінологія
Термін «протеом» був запропонований в 1994 році австралійським дослідником Марком Вілкінсом на конференції в Італії, пізніше ця робота стала частиною його дисертації на здобуття ступеня PhD. Термін «протеом» складається з частин слів «протеїни» (білки) та суфіксу «-ом».
З того часу термін «протеом» був застосований для кількох різних типів біологічних систем. Клітинний протеом — набір білків, знайдених в специфічному типі клітин за специфічними умовами, наприклад під дією певного гормону. «Протеом організму» означає набір білків протеомів всіх клітин організму. Термін також використовується для опису набору білків на рівні менше клітини, наприклад всі білки у вірусі можуть бути названі вірусним протеомом.

## Загальна характеристика
Протеом більше, ніж геном, особливо у еукаріотів, в тому сенсі, що білків більше, ніж генів. Це пов'язано з альтернативним сплайсингом генів і посттрансляційною модифікацією білків, наприклад, глікозилюванням або фосфорилюванням.
Окрім того протеом має як мінімум два рівні складності, яких не має геном. Тоді як геном визначається нуклеотидною послідовністю, протеом не може бути обмежений сумою послідовностей всіх наявних білків. Повна характеризація протеому вимагає характеризації структури білків протеому та функціональної взаємодії між білками.

## Методи дослідження
Дослідження протеому вивчає наука протеоміка, шляхом застосування різноманітних методів, як мас-спектрометрія, гелевий електрофорез, очищення, секвенування білків, створення рекомбінантних та мічених білків. Отримання великих масивів даних привело до розробки численних обчислювальних методів їх аналізу. Багато досліджень проводяться в міжнародній колаборації, для координації таких зусиль в 2001 році була створена міжнародна Організація протеому людини (англ. Human Proteome Organization — HUPO).

### Двовимірний гелевий електрофорез
Методом двовимірного гелевого електрофорезу (2-DE). У першому вимірювання білки розділялися за ізоелектричним фокусуванням, а у другому — за розміром.

### Мас-спектрометрія
Важливим методом протеоміки є мас-спектрометрія. «Зняття відбитків пільців» білків за допомогою мас-спектрометрії швидко підвищило ефективність досліджень протеому. 
Застосовують різноманітні типи мас-спектрометрії: SELDI-TOF-MS, MALDI-TOF-MS, LC-MS (Рідинна хроматографія — мас-спектрометрія).

### Книги
- Srivastava Sanjeeva (2023). From Proteins to Proteomics. Boca Raton: CRC Press. ISBN 978-1-003-09864-5.
- Donev Rossen; Karabencheva-Christova Tatyana (2021). Proteomics and systems biology. Advances in protein chemistry and structural biology (1st edition). Academic Press. ISBN 978-0-323-85319-4.
- Kuang, Tingyun; Li, Ling; Wang, Xuchu; Dai, Shaojun; Qin, Xiaochun (2020). Plant Protein and Proteome Altlas--Integrated Omics Analyses of Plants under Abiotic Stresses. MDPI AG. ISBN 978-3-03921-960-5
- Comai Lucio; Katz Jonathan E.; Mallick Parag (2017). Proteomics: methods and protocols. Methods in molecular biology. New York, NY: Humana Press. ISBN 978-1-4939-6745-2.
- Keerthikumar, Shivakumar; Mathivanan, Suresh (2017). Proteome bioinformatics. New York, N.Y. ISBN 978-1-4939-6740-7

### Журнали
- Journal of Proteome Research (American Chemical Society)
- Proteome Science (BioMed Central)